# Søhøjlandet
Søhøjlandet er det højest liggende område i Danmark og samtidig det område med den største tæthed af søer. Området ligger mellem de østjyske byer Silkeborg, Hammel, Aarhus og Horsens. Mod øst afgrænses det af Aarhus Bugt, mod vest af den jyske højderyg. Mod nord og syd er der ikke nogen klart defineret grænse, men det er hovedsagelig området mellem Silkeborg og Skanderborg, der har givet navn til Søhøjlandet, eller Det midtjyske søhøjland.

## Natur
Landskabet i Søhøjlandet er karakteriseret af store skove, heder mange små enge og græsarealer, omgivet af store bakker og søer, der er forbundet med Gudenåen, Danmarks længste flod. Salten Å er også med til at markere landskabet. Mange søer i området er af stor biologisk interesse, f.eks. Slåensø, der regnes blandt de reneste søer i Danmark. Mere end 30% af arealet i Søhøjlandet består af skov, især Silkeborgskovene.
Store dele af Søhøjlandet er beskyttet som Natura 2000-områder og fuglebeskyttelsesområder.

## Naturstyrelsen
Søhøjlandet er navnet på en lokal enhed under Naturstyrelsen som forvalter offentligt ejede arealer i Silkeborg Kommune, Aarhus Kommune, Samsø Kommune, Odder Kommune, Skanderborg Kommune, den nordlige del af Horsens Kommune og mindre dele af Hedensted Kommune og Favrskov Kommune.
I praksis håndteres alle lovmæssige bestemmelser om skov og natur, samt rådgivning til private lodsejere om tilskud, naturbeskyttelse og evt. skader forårsaget af vildt i området.
Kontoret ligger på Vejlsøvej i Silkeborg nord for Vejlsø og Vejlbo Mose.

## Galleri
Typiske landskaber i Søhøjlandet:
- Silkeborgsøerne
- Tranevig
- Himmelbjerget
- Gudenaa ved Silkeborg Langsøs udløb
- Ørnsø
- Udsigt fra Sindbjerg over Sejs Hede, Borresø og Silkeborgskovene